# Buglovce
Buglovce (Hongaars: Göbölfalva) is een Slowaakse gemeente in de regio Prešov, en maakt deel uit van het district Levoča.
Buglovce telt 262 inwoners.